# Yoshinori Furube
Yoshinori Furube (古邊 芳昇?, Furube Yoshinori; Prefettura di Hiroshima, 9 dicembre 1970) è un ex calciatore giapponese, di ruolo difensore.